# Вымские князья
Вы́мские князья́ (Ермо́личи) — русский княжеский род, правящая династия Вымского княжества. Общего происхождения с Великопермскими князьями.

## Происхождение и статус
Согласно распространенной версии (С. М. Соловьев, А. А. Дмитриев, В. В. Голубев, А. А. Зимин, Шашков, Редин, Е. В. Вершинин) род происходит из верхушки, «сотников» коми-зырян или пермяков. По другой версии Пермские князья (Вымские и Великопермские) происходят из рода Рюриковичей. Так считал основатель русской генеалогии М. Г. Спиридов. (1751 — 1829). По сведениям Вычегодско-Вымской летописи (кон. XVI — нач. XVII вв.) являлись ветвью Московского великокняжеского дома (его Верейской ветви). Эти данные поддержали В. А. Оборин, В. Н. Давыдов, Л. Д. Макаров, Г. Н. Чагин, С. Ю. Баранов. Более обоснована версия происхождения Пермских князей от Рюриковичей через родство с князьями Косицкими, имевшими владения в Верейском княжестве в начале XV в. (С. Н. Келембет).
Вымские князья были наместниками, рядом с которыми существовали органы местного самоуправления в лице сотников, представлявших перед центральной властью отдельные коми-зырянские «волости-земли». Как и другие наместники, князья Вымские не имели права вмешиваться в собор и доставку положенных им «кормов». Размеры кормов строго фиксировались в уставных грамотах. Впрочем, князья Вымские являлись не совсем обычными для той эпохи наместниками. Во-первых, наместничество для них было наследственным. Во-вторых, в Перми Вычегодской они владели так называемой «княщиной» (то есть вотчинными землями), которая возникла как пожалование великого князя. Очевидно, что московские государи видели какой-то смысл в существовании наследственного наместничества князей Вымских. Пока Пермь Вычегодская была крайним северо-восточным плацдармом Москвы, князья Вымские представляли её военную руку и дипломатическое лицо.

## История
Источники свидетельствуют, что в XV веке вогулы (манси) весьма враждебно относились к населению двух соседних пермских земель (Перми Великой и Перми Вычегодской), хотя и югра, и пермяки платили дань Новгороду, а за спорные земли зырян велась борьба между Новгородской республикой и Ростовским княжеством, опорой которого были землепроходцы ростовского Великого Устюга. Начало освоения Перми Вычегодской Москвой было положено крещением коми-зырян в конце XIV в. направленным жившими в Москве митрополитами Киевскими и всея Руси Св. Стефаном. Опираясь на поддержку своих земляков-устюжан, епископ Стефан изгнал местного князька-сотника по имени Пан или Пам и его сторонников, владения которых соседствовали с Устюгом, к одному из верных язычеству племён - удорцам, и основал первые в пермских землях православные монастыри и города, в том числе свой владычный городок пермских епископов в Усть-Выми. Стефан подчинялся непосредственно митрополиту Киевскому и всея Руси и после победоносной войны возглавляемых им зырян с Новгородом 1385-86 гг., в которой его поддержали Москва и Устюг, ездил в Великий Новгород заключать с ним мирный договор. Но Пам в союзе с удорцами и вогулами продолжал войну. Лишь в 1444 г. очередному преемнику Стефана на пермской кафедре епископу Питириму удалось замириться с удорцами и крестить их. Пермские сотники Ефимий Эжвин и Емелька Лузьков участвовали в гражданской войне Московского государства на стороне великого князя Василия Темного, за что в 1450 г. были казнены претендентом Дмитрием Шемякой.
В 1451 г. великий князь Василий сделал своими наместниками в Перми Вычегодской князя Ермолая и его сына Василия, а другой сын Ермолая Михаил стал вассальным правителем Перми Великой. С этого времени Ермолай с Василием и их потомки получили титул  князей Вымских, а Михаил — князя Великопермского.
В 1465 г. князь Василий Вымский во главе вычегодско-вымского ополчения принимал участие в походе московских полков на югру. Поход был успешным, в Сибири было захвачено множество пленных, а двух югорских князей Калба и Течика доставили в Москву. Там они присягнули великому князю Ивану Васильевичу, обязались платить Москве соболиную дань и вернулись в свои владения.
В 1471 г. великопермское ополчение отказалось участвовать в походе московских полков, в том числе и вычегодско-вымских, к Казани. Тогда Иван III воспользовался некими обидами, нанесенными в Перми Великой московским купцам, в качестве предлога для карательной экспедиции. Весной 1472 г. московские полки, в состав которых снова входило вычегодско-вымское ополчение, под общим командованием устюжского воеводы Федора Пестрого разбили великопермское войско, вышедшее им навстречу, и взяли в плен князя Михаила. Он был доставлен в Москву, сумел оправдаться перед великим князем, получить прощение и вернуться назад в прежнем статусе. Вычегодско-вымское ополчение затем принимало участие в походах московских полков на Пелым и югру (1483 г.), на Вятку (1489 г.), на Печору (1499 г.) и вновь на Пелым (1500 г.).
В 1480 г. князь Василий Вымский был убит восставшими вымцами. Статус наместников и княжеский титул перешел к его детям Петру и Федору. Князья Вымские продержались в Перми Вычегодской в качестве наместников ровно 50 лет. В 1502 г. князь Федор был смещен Иваном III и отправлен наместником на Печору в связи с тем, что после освоения Перми Великой Пермь Вычегодская перестала быть пограничным регионом, и военным талантам Вымских князей нашли другое применение. Ещё через три года были смещены и князья Великопермские.

## Известные представители
- Ермолай Вымский, князь.
- Василий Ермолаевич Вымский, князь (1460?)
- Пётр Васильевич Вымский, князь (уп. 1482)
- Фёдор Васильевич Вымский, князь (уп. 1482)